# Glycaspis riguensis
Glycaspis riguensis är en insektsart som beskrevs av Moore 1985. Glycaspis riguensis ingår i släktet Glycaspis och familjen rundbladloppor. Inga underarter finns listade i Catalogue of Life.